# Zauropelta
Zauropelta (Sauropelta) (łac. jaszczurza tarcza) – rodzaj dinozaura pancernego żyjącego we wczesnym okresie kredowym w Ameryce Północnej. Wyróżnia się tylko jeden gatunek S. edwardsorum, aczkolwiek nie wyklucza istnienia innych. Pod względem anatomii zauropelta należy do najlepiej poznanych nodozaurów. Jej szczątki odnaleziono w stanach Wyoming, Montana, a prawdopodobnie także w Utah. Jest ona także najwcześniejszym rodzajem swej rodziny, albowiem jej pozostałości pochodzące w większości z formacji Cloverly datowane są na około 115 do 110 milionów lat.
Był to średniej wielkości przedstawiciel nodozaurów, osiągał 5 metrów długości. Zauropeltę wyróżniał długi ogon stanowiący połowę długości jej ciała. Choć ustępowała ona rozmiarami dzisiejszemu nosorożcowi czarnemu, osiągała podobną masę, wynoszącą około 1500 kilogramów. Ta „nadwyżka” masy powodowana była istnieniem kostnego pancerza wyposażonego m.in. w długie kolce sterczące z szyi zwierzęcia.

## Morfologia
Zauropelta była ciężko zbudowanym czworonożnym roślinożercą osiągającym 5 metrów długości. Masę ciała oszacowano na ponad 900 kg. Jej czaszka oglądana z góry przypominała trójkąt, którego tylny koniec był szerszy niż ostro zakończony pysk. W najszerszym punkcie, za oczami, mierzyła około 35 centymetrów. W przeciwieństwie do innych nodozaurów górna powierzchnia grubej w tym miejscu czaszki układała się płasko, a nie kopułowato. Pokrywały ją również płaskie płyty kostne połączone z sobą tak mocno, że nie zauważa się między nimi szwów, obserwowanych u panoplozaura, pawpawzaura, sylwizaura, a także wielu innych dinozaurów pancernych. Nie można jednak wykluczyć, że to artefakt powstały dopiero podczas konserwacji lub preparacji. Z pokrewnymi rodzajami łączyły natomiast zauropeltę trójkątne tarczki odchodzące od kości zaoczodołowej, jak również jarzmowej, poniżej i za oczami. Typowe dla nodozaurów liściaste w kształcie zęby używane do odcinania pokarmu roślinnego wyścielały górną, jak i dolną szczękę. Budowy przedniego krańca czaszki nie poznano, ale na końcu szczęk mogła się znajdować ostra krawędź obecna u innych przedstawicieli Ankylosauria, a dzisiaj u ptaków i żółwi (ang. tomium). Wspierała ona prawdopodobnie keratynowy dziób.

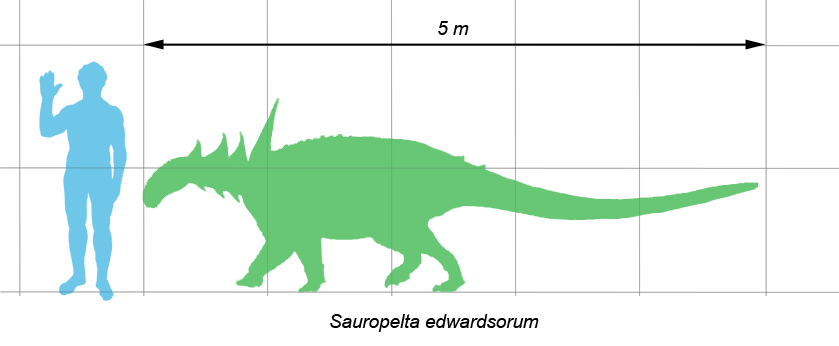
Porównanie wielkości zauropelty i człowieka

Charakterystyczny długi ogon tego zauropsyda stanowił aż połowę długości zwierzęcia. W pewnym szkielecie doliczono się 40 kręgów ogonowych. Niektórych jednak brakowało, co oznacza, że rzeczywista ich liczba była jeszcze większa. Skostniałe ścięgna usztywniały ogon. Jak inne dinozaury pancerne, zauropelta miała szerokie ciało z obszerną miednicą i klatką piersiową. Przednie łapy nie dorównywały długością tylnym. W związku z tym grzbiet zwierzęcia przyjmował kształt łukowaty, najwyższą wysokość osiągając w biodrach. Stopy, kończyny, barki i miednicę cechowała solidna budowa, musiały bowiem dawać sobie radę z utrzymaniem nad ziemią dużej masy tyreofora. Amerykański paleontolog Kenneth Carpenter oszacował ją na około 1500 kilogramów.

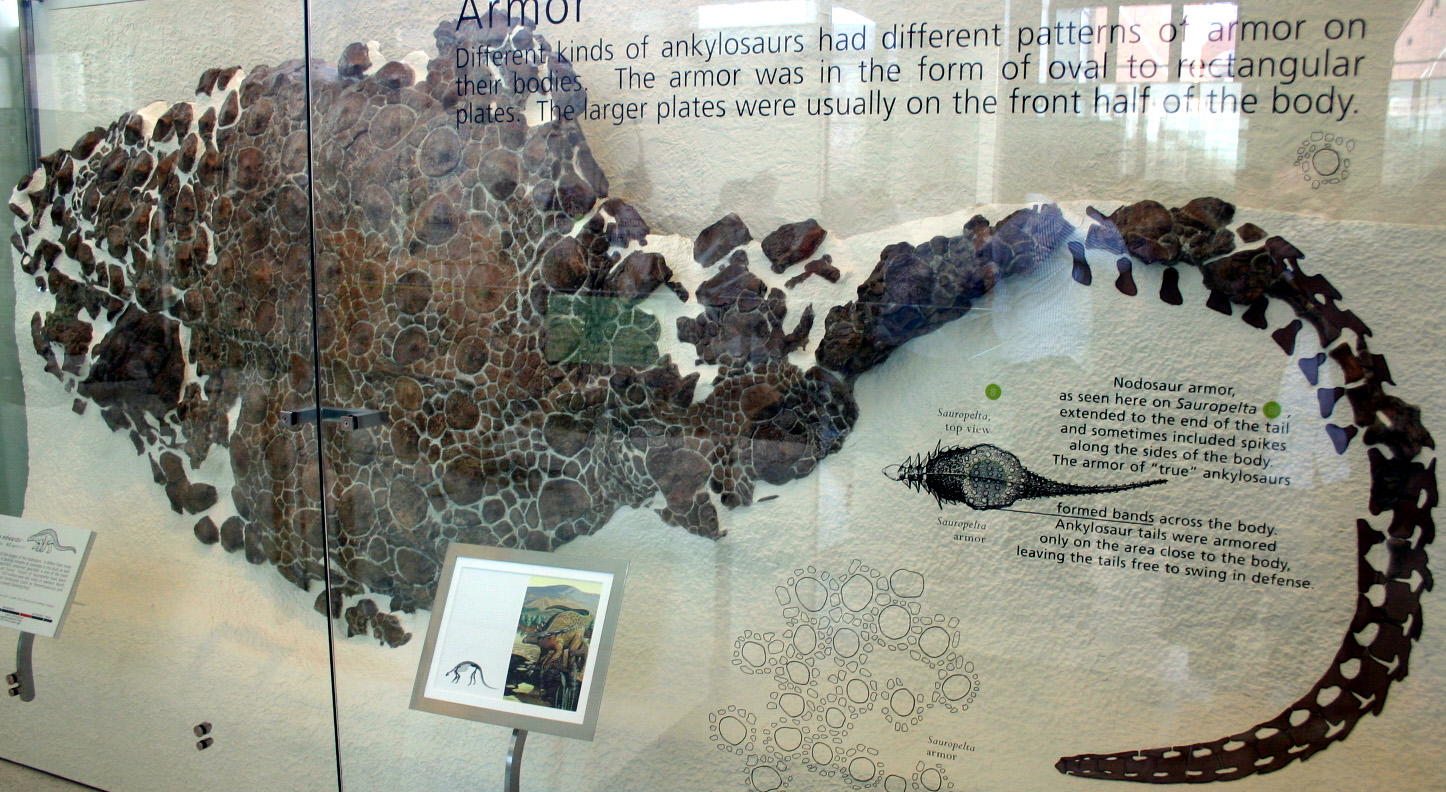
Sauropelta edwardsi – pancerz, Amerykańskie Muzeum Historii Naturalnej

Jak i inne nodozaury, zauropeltę pokrywała kostna zbroja łącząca się ze skórą. Odkrycie szkieletu z zachowanym na miejscu pancerzem pozwoliło Carpenterowi i innym naukowcom dokładniej opisać jego obronną funkcję. Dwa równoległe rzędy kopulastych tarczek biegły od szczytu szyi w płaszczyźnie strzałkowej na grzbiet zwierzęcia. Na górnej powierzchni grzbietu i ogona skórę pokrywały małe, kostne guzki oddzielające większe stożkowate tarczki ułożone w równoległe rzędy, tym razem przebiegające w płaszczyźnie czołowej od jednego boku do drugiego. Powyżej bioder mniejsze guzki, jak i większe tarczki wiązały się z sobą bardzo mocno, tworząc swoistą przypominającą tarczę strukturę spotykaną także u polakanta i antarktopelty.
Olbrzymie, ostro zakończone kolce, których wielkość zwiększała się idąc od głowy w kierunku barków, a następnie zmniejszała, zdobiły boki szyi i tułowia, dopóki nie zakończyły się nad biodrami. Za nimi z kolei trójkątne płyty malejących w kierunku tylnym rozmiarów sterczały po obu stronach ogona, kierując się swymi spiczastymi końcami bocznie. Carpenter pierwotnie opisał kolce szyjne i ogonowe płyty jako tworzące jeden rząd na każdym boku, jednak bardziej współczesne poglądy jego i Jamesa Kirklanda stanowią o dwóch równoległych rzędach po każdej stronie, jeden nad drugim. Kolce należące do tego wyższego kierowały swe końce do tyłu i w górę, niższe natomiast w tył i bocznie. Podstawy każdej pary zarówno kolców, jak i ogonowych płyt łączył się z sobą, co znacznie ograniczało ruchomość szyi i górnej części ogona.

## Systematyka
Od kiedy John Ostrom opisał rodzaj w roku 1970, rozpoznano w nim członka rodziny nodozaurów. Zwierzęta te razem z rodziną ankylozaurów (Ankylosauridae) należą do infrarzędu ankylozaurów (Ankylosauria). Nodozaury charakteryzowały się pewnymi cechami czaszki, w tym żuchwą zawijającą się przy końcu w dół. Ogólnie posiadały węższe pyski niż ich krewniacy, brakowało im też ciężkiej ankylozaurzej maczugi na ogonie. Szczątki członków obu rodzin odnaleziono w Ameryce Północnej, Europie i Azji.
Gdy systematyka nodozaurów nie była jeszcze wiarygodnie ustalona, rodzaje Sauropelta, Silvisaurus i Pawpawsaurus uznawano czasami za bazalne w stosunku do młodszych geologicznie, jak Panoplosaurus, Edmontonia czy Animantarx. W analizie z 2001 roku Carpenter włączył pierwsze trzy rodzaje w klad siostrzany w stosunku do grupy zawierającej trzy kolejne. Jednakże jego zdaniem panoplozaura można zaliczyć do obu grup w zależności od tego, które cechy bierze się pod uwagę.

## Odkrycie i nazwa
We wczesnym latach trzydziestych XX wieku sławny łowca dinozaurów i paleontolog Barnum Brown odkrył holotyp rodzaju (AMNH 3032), niekompletny szkielet z formacji Cloverly w hrabstwa Big Horn w Montanie, niedaleko Crow Indian Reservation. Brown odnalazł także dwa inne znaleziska: AMNH 3035 i 3036. Ten ostatni to jeden z najlepiej zachowanych znanych nauce szkieletów nodozaurów. Zawiera dużą część pancerza pozostałego na właściwym miejscu. Można go oglądać w Amerykańskim Muzeum Historii Naturalnej (w Nowym Jorku). AMNH 3035 zachował pancerz szyjny i większość czaszki, brakuje w niej tylko czubka pyska. Ekspedycje lat sześćdziesiątych tego samego wieku prowadzone przez podobnie znanego Johna Ostroma, z Peabody Museum of Natural History (należącego do Uniwersytetu Yale), ujawniły kolejne niekompletne znaleziska z tej samej formacji. W 1970 Ostrom włączył pozostałości odkryte przez obie ekspedycje do ukutego przez siebie rodzaju Sauropelta. Nazwa wzięła początek od pochodzących ze starożytnej greki słów σαυρος/sauros (‘jaszczur’) i πελτε/pelte (‘tarcza’). Odnosi się ona oczywiście do kostnego pancerza zwierzęcia, w wolnym tłumaczeniu oznacza „jaszczura okrytego tarczą”. Chociaż Ostrom pierwotne nazwał gatunek originally S. edwardsi, nomenklaturysta George Olshevsky zmienił ją na w 1991 S. edwardsorum, by zgadzała się z regułami gramatyki obowiązującymi w łacinie.
Mimo nadania nazwy dwa lata później, w 1972, powstał konflikt, bowiem fotografia znaleziska AMNH 3026 podpisana została jako „Peltosaurus”. Choć Brown nigdy nie opublikował nazwy ani opisu pozostałości znanych obecnie jako Sauropelta edwardsorum, nazwa „Peltosaurus” używana była nieformalnie na wykładach i wystawach muzealnych. Jednak zajmował ją już rodzaj północnoamerykańskiej jaszczurki z wymarłej gałęzi współczesnej rodziny padalcowatych i nie można już używać jej odnośnie do dinozaura.
W 1999 Carpenter i współpracownicy opisali szczątki dużego przedstawiciela nodozaurów z Utah, odkrytego w formacji Cedar Mountain, a dokładniej w Poison Strip Sandstone, z tych samych czasów, co formacja Cloverly. Pierwotnie uznano, że należą do nowego gatunku zauropelty, ale nigdy ich nie nazwano. W nowszych publikacjach Carpenter nie umieszcza już tego stworzenia w rodzaju Sauropelta, a tylko w rodzinie nodozaurów.
Inne niedawne, jeszcze nieopisane, odkrycie obejmuje kompletną czaszkę z montańskiej formacji Cloverly i duży fragmentaryczny szkielet z formacji Cedar Mountain z Utah. Opublikowano je jedynie jako abstrakty dla dorocznej konferencji Society of Vertebrate Paleontology. Kiedy nastąpi formalna publikacja, może się okazać, że należą lub nie do gatunku S. edwardsorum, a nawet do rodzaju zauropelty.

## Paleoekologia
Sauropelta jest najwcześniejszym znanym rodzajem rodziny nodozaurów. Wszystkie znaleziska zaliczane do gatunku S. edwardsorum należały do środkowej części formacji Cloverly w stanach Wyoming i Montana, datuje się je na późny apt do wczesnego albu we wczesnej kredzie, około 115–110 milionów lat temu. Zauropelta zamieszkiwała szerokie równiny zalewowe usytuowane wokoło rzeki niosącej zerodowany materiał z niewysokich gór i uchodzącej do płytkiego śródlądowego morza leżącego na północy i wschodzie. Okresowe powodzie powodowane przez rzeki pokryły okoliczne równiny błotnistymi osadami, tworząc późniejszą formację Cloverly i ukrywając pozostałości wielu zwierząt, z których część miała ulec fosylizacji. W późniejszych czasach płytkie morze zwiększyło swój zasięg, pokrywając cały ten region i podzieliło Amerykę Północną całkowicie, tworząc Morze Środkowego Zachodu.
Liczne szczątki roślin iglastych wskazują, że równiny pokrywały lasy. Trawy nie zdążyły jeszcze wyewoluować, więc zauropelty i inne wczesnokredowe dinozaury roślinożerne pożywiały się iglastymi i sagowcami. Nodozaury miały wąski pyski. Podobną adaptację spotyka się dziś u zwierząt skubiących liście, pędy, wyżej położone części roślin, w przeciwieństwie do szerokich pysków trawożerców.
O ile Sauropelta stanowiła ważną część gildii roślinożerców z Cloverly, najpopularniejszym z nich był w tym czasie duży ornitopod tenontozaur. Mniejszy ornitopod zefirozaur, rzadkie tytanozaury i nieznany bliżej przedstawiciel ornitomimozaurów także żyli obok zauropelty. Zaliczany do dromeozaurów teropod deinonych żywił się niektórymi z nich, a pozostałe po nim zęby stanowią dowód jego dużej liczebności. Mikrowenator, mały bazalny owiraptorozaur, polował na niewielką zdobycz, podczas gdy na szczycie piramidy pokarmowej stały wielkie teropody z grupy allozauroidów. Stworzenia te znane są jedynie z fragmentarycznych szczątków, mogą być blisko spokrewnione ze współczesnym im akrokantozaurem z dzisiejszych Teksasu i Oklahomy. Ryby dwudyszne, ssaki z grupy trykonodontów i kilka gatunków żółwi także zamieszkiwało ten teren. W rzekach, jeziorach i na bagnach czaiły się krokodylomorfy, dostarczając dowodów na ciepły klimat przez cały rok. Późnojurajska fauna zdominowana przez allozauroidy, stegozaury i różnorodne olbrzymie zauropody ustąpiła wczesnokredowej, w której dominowały dromeozaury, ornitopody i nodozaury, takie jak zauropelta. Gdy czas Cloverly minął, duża fala zwierząt azjatyckich, jak tyranozaury, ceratopsy i ankylozaury, rozprzestrzeniła się w zachodniej Ameryce Północnej, tworząc mieszaną faunę późnej kredy.